# Toxophora pauli
Toxophora pauli är en tvåvingeart som beskrevs av Zaitzev 2005. Toxophora pauli ingår i släktet Toxophora och familjen svävflugor.
Artens utbredningsområde är Marocko. Inga underarter finns listade i Catalogue of Life.